# Voices in My Head
Voices in My Head is een minialbum van Riverside.

## Geschiedenis
Riversides officiële debuutalbum Out of Myself werd in Polen al in 2003 uitgegeven; een jaar later volgde een internationale uitgifte. Dit had tot gevolg van Poolse fans (te) lang zouden moeten wachten op de opvolger. De band bracht daarom in de nazomer van 2005 een minialbum uit met daarop enkele studio- en livetracks. Na uitgifte van dat album kreeg Riverside een contract bij Duitse InsideOut Music en die bracht dit minialbum in de zomer van 2006 opnieuw uit op hun label. Ze voegde een videotrack toe (Acronym love). Riverside kon met deze release nummers kwijt die wel al geschreven waren, maar niet in hun Reality dream trilogie pasten, waar de band toen mee bezig was.

## Musici
- Mariusz Duda – zang, basgitaar, akoestische gitaar
- Piotr Grudzinski – gitaar, slaggitaar
- Michał Łapaj – toetsinstrumenten
- Piotr Kozieradzki – drumstel, percussie

## Muziek
| Nr. | Titel                      | Duur |
| --- | -------------------------- | ---- |
| 1.  | Us                         | 2:33 |
| 2.  | Acronym Love               | 4:44 |
| 3.  | DNA Ts. Rednum or F. Raf   | 7:20 |
| 4.  | The Time I Was Daydreaming | 4:53 |
| 5.  | Stuck Between              | 3:56 |
| 6.  | I Believe (Live)           | 3:59 |
| 7.  | Loose Heart (Live)         | 5:27 |
| 8.  | Out of Myself (Live)       | 3:42 |

De tracks 1 tot en met 5 zijn opgenomen in de Serakos Studio; tracks 6 tot en met 8 in de Traffic Club in Warschau, 15 mei 2004. De muziek is over het algemeen rustiger dan op het album Out of myself.